# Lijst van musea in Egypte
Hieronder volgt een lijst van musea in Egypte:
(gesorteerd op vestigingsplaats)

## Alexandrië
- Grieks-Romeins Museum

## Caïro
- Egyptisch Museum (Museum van Egyptische Oudheid)
- Gayer-Anderson Museum
- Koptisch Museum
- Mahmoud Said Museum
- Manyal Paleis

## Luxor
- Luxor Museum